# Gran Premi de Suècia
|  | Aquest article tracta sobre Fórmula 1. Si cerqueu informació sobre motociclisme, vegeu «Gran Premi de Suècia de motociclisme». |

El Gran Premi de Suècia ha estat una carrera puntuable pel campionat de la Fórmula 1 del 1973 fins a la temporada 1978. Es disputava al Circuit d'Anderstorp, a 30 km de Jönköping, Småland, Suècia.
El circuit d'Anderstorp estava situat enmig d'extensos boscos escandinaus i es caracteritzava també per la gran rapidesa que s'hi aconseguia amb els monoplaces, ja que el traçat aprofitava una pista d'aeroport com a recta, que s'ajuntava amb una sèrie de revolts molt oberts.
En el primer Gran Premi de Suècia, el pilot local, Ronnie Peterson va estar molt a prop de guanyar la carrera per Lotus, però una punxada a l'última volta li va fer perdre la victòria, que s'endugué Denny Hulme. Aquesta és la millor posició que ha aconseguit mai un suec a la cursa del seu país.
Al gran premi del 1976, Jody Scheckter va guanyar la cursa amb un sorprenent Tyrrell P34 de 6 rodes.
La mort de Peterson i de Gunnar Nilsson i la nul·la presència d'altres pilots locals van contribuir a allunyar la Formula 1 de Suècia.

## Guanyadors del Gran Premi de Suècia
| Any  | Pilot                    | 1ª Pos. de sortida                     | Volta ràpida                | Resultats |
| ---- | ------------------------ | -------------------------------------- | --------------------------- | --------- |
| 1978 | Niki Lauda (Brabham)     | Mario Andretti (Lotus)                 | Niki Lauda (Brabham)        | Resultats |
| 1977 | Jacques Laffite (Ligier) | Mario Andretti (Lotus)                 | Mario Andretti (Lotus)      | Resultats |
| 1976 | Jody Scheckter (Tyrrell) | Jody Scheckter (Tyrrell)               | Mario Andretti (Lotus)      | Resultats |
| 1975 | Niki Lauda (Ferrari)     | Vittorio Brambilla (March Engineering) | Niki Lauda (Ferrari)        | Resultats |
| 1974 | Jody Scheckter (Tyrrell) | Patrick Depailler (Tyrrell)            | Patrick Depailler (Tyrrell) | Resultats |
| 1973 | Denny Hulme (McLaren)    | Ronnie Peterson (Lotus)                | Denny Hulme (McLaren)       | Resultats |